# Zygonemertes fragariae
Zygonemertes fragariae är en djurart som tillhör fylumet slemmaskar, och som beskrevs av Corrêa 1954. Zygonemertes fragariae ingår i släktet Zygonemertes och familjen Amphiporidae. Inga underarter finns listade i Catalogue of Life.